# Dorida
Dorida (tiếng Hy Lạp: ?) là một khu tự quản ở vùng Trung Hy Lạp, Hy Lạp. Khu tự quản Dorida có diện tích 999 km², dân số theo điều tra ngày 18 tháng 3 năm 2001 là 10874 người.